# Airaphilus filiformis
Airaphilus filiformis là một loài bọ cánh cứng trong họ Silvanidae. Loài này được Rosenhauer miêu tả khoa học năm 1856.